# Poirino
Poirino és un comune (municipi) de la ciutat metropolitana de Torí, a la regió italiana del Piemont, situat a uns 20 quilòmetres al sud-est de Torí. A 1 de gener de 2019 la seva població era de 10.412 habitants.
Poirino limita amb els següents municipis: Chieri, Riva presso Chieri, Villanova d'Asti, Santena, Villastellone, Isolabella, Cellarengo, Pralormo, Ceresole Alba i Carmagnola.